# Fatih Aksoy
Fatih Aksoy (* 6. November 1997 in Istanbul) ist ein türkischer Fußballspieler.

## Karriere

### Verein
Aksoy kam im Istanbuler Bezirk Üsküdar auf die Welt und begann mit dem Vereinsfußball in der Nachwuchsabteilung von Marmara Üniversitesi SK, in der des Sportvereins der Marmara-Universität. Hier spielte er drei Jahre lang und zog anschließend zu Anadolu Hisarı İdman Yurdu weiter. Nach einem Jahr für Anadolu Hisarı İY und einem weiteren Jahr für Karabekir SK, wurde er 2013 in den Nachwuchs von Beşiktaş Istanbul geholt.
Hier erhielt er im Dezember 2015 zwar einen Profivertrag, spielte aber etwa ein Jahr lang weiterhin nur für die Nachwuchs- und Reservemannschaft. Mit der Saison 2016/17 nahm er auch parallel zu seinen Verpflichtungen in den Nachwuchs- und Reservemannschaft auch am Training der Profis teil und saß in einigen Pflichtspielen auf der Ersatzbank. Sein Profidebüt gab am 29. November 2016 in der Pokalpartie gegen Darıca Gençlerbirliği. Nachfolgend spielte er die nächste Zeit weiterhin überwiegend für die Nachwuchsmannschaften und fand nur in Pokalspielen der Profis Spieleinsätze. Am 25. November 2017 gab er auch schließlich auch in der Liga bei einer Partie gegen Yeni Malatyaspor sein Erstligadebüt.
Für die Rückrunde der Saison 2018/19 wurde er an den Ligarivalen Sivasspor ausgeliehen.

### Nationalmannschaft
Aksoy wurde in den Turnierkader der türkische U-20-Nationalmannschaft für das Turnier von Toulon berufen. Hier begann er auch seine Nationalmannschaftskarriere und wurde mit seinem Team Turnierdritter.

## Erfolge
Mit Beşiktaş Istanbul
- Türkischer Meister: 2016/17
- Achtelfinalist der Champions League: 2017/18

Mit der Türkischen U-20-Nationalmannschaft
- Dritter des Turniers von Toulon: 2018